# Камышловка (приток Иртыша)
Камышло́вка — река в Омской области России. Левый приток Иртыша. Длина реки составляет 37 км. Высота истока — 94 м над уровнем моря.

## Гидрология
По данным обследования, проведенного в 1961 году, ширина реки ниже села Мельничное до выхода на пойму реки Иртыш 1—3 м, в пойме реки Иртыш до 7—8 м, местами до 15 м. Скорость течения менее 0,1 м/с. Питание смешанное с преобладанием снегового.
В настоящее время вода в реке держится только во время весеннего половодья, которое проходит бурно в течение 15—20 дней одной волной. Летом река пересыхает, зимой перемерзает. На протяжении 5 км от истока течёт по болоту, от выхода из болота до села Мельничное на реке сооружена система из 6 прудов.

## Данные водного реестра
По данным государственного водного реестра России относится к Иртышскому бассейновому округу, водохозяйственный участок реки — Иртыш от впадения реки Омь до впадения реки Ишим, без реки Оша, речной подбассейн реки — бассейны притоков Иртыша до впадения Ишима. Речной бассейн реки — Иртыш.

## Историческая справка
Первые географические сведения о реке Камышловке, «которая течет из многих озёр, связанных между собою сплошною протокою», находятся в Чертёжной книге Сибири, составленной Семёном Ремезовым в 1701 году. Сплошное течение по Камышловскому логу обозначено в «Атласе Государственной империи» издания 1745 года. В 1768 году академик П. С. Паллас в труде «Путешествие по разным местам Российского государства» пишет: «Камышловка сколь ни мала собою бежит здесь весьма быстро». Упоминает об этой реке и Г. Ф. Миллер среди описаний междоусобных действий в южных районах Западной Сибири: «…Прибыл тайша Сайчак с царевичем Ишимом, сыном хана Кучума, и принёс весть о том, что калмыки, разбитые Алтын-Ханом, вынуждены были спасаться в русские пределы. Значительное число калмыков стало также по ту сторону Тары, к западу от реки Иртыша, по речке Камышлову…».
В XVIII веке Камышловка превратилась в цепь длинных озёр, соединявшихся между собой протоками, и восстанавливалась в периоды многоводий. В XIX веке постепенно прекратилось течение между озёрами. Сток по едва заметному руслу последний раз имел место в 1865 году, когда вода дошла до села Полудино. В многоводные годы воды из озера Большой Тарангул сбрасываются в долину, периодически частично опресняя горько-солёные озёра Камышловского лога.
Существует версия, что в районе Явленки, Покровки и Александровки Камышловка соединялась с Ишимом и по её долине шел сброс части вод Ишима в Иртыш.